# Huang Fu
Huang Fu (黃郛), né le 8 mars 1883 à Hangzhou en Chine, et mort le 6 décembre 1936, est un général chinois qui est brièvement président de la république de Chine en 1924.

## Biographie

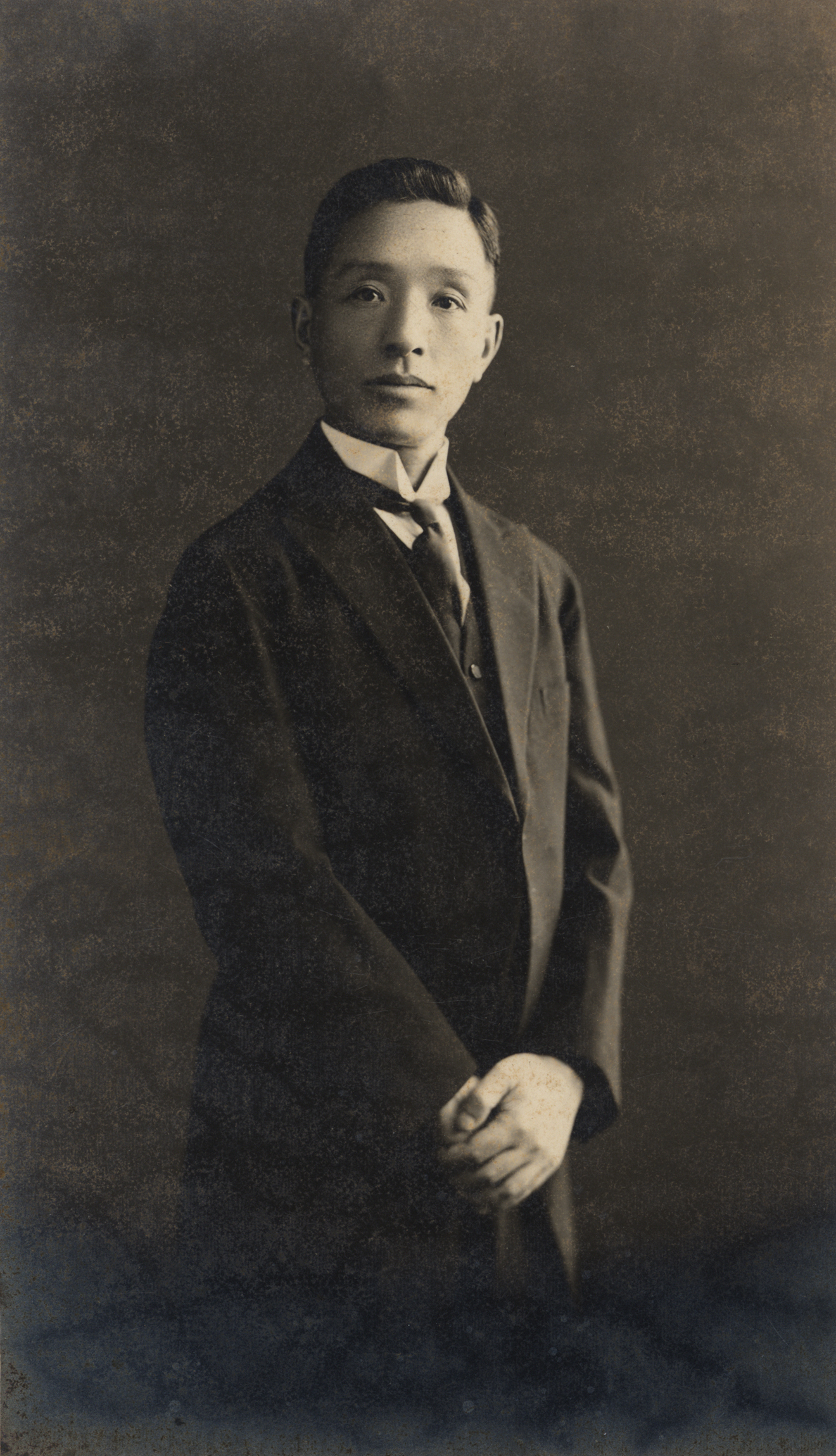

Né à Hangzhou, Huang étudie au collège militaire du Zhejiang et à l'académie Qiushi (en) (actuelle université du Zhejiang), puis se rend plus tard au Japon. Il entre en contact avec le Tongmenghui alors qu'il étudie dans une académie militaire japonaise. Durant la révolution chinoise de 1911, lui et Chen Qimei déclarent l'indépendance de Shanghai et deviennent « frères de sang » avec Tchang Kaï-chek.
Il est forcé de fuir après la défaite de la révolution de 1913 contre Yuan Shikai puis retourne après la mort de ce-dernier représenter le gouvernement militaire du Zhejiang à Pékin. Lorsque Sun Yat-sen ordonne aux membres du Kuomintang de lui jurer leur loyauté personnelle, Huang refuse de le faire et quitte son camp.
Il soutient l'entrée de la Chine dans la Première Guerre mondiale dans l'espoir de récupérer certains concessions allemandes de Chine. Il travaille avec le président Xu Shichang comme diplomate, co-écrit des livres sur l'économie et les affaires étrangères et effectue de fréquentes conférences dans les universités. Il fait partie de la délégation chinoise à la conférence navale de Washington qui assure le plus grand triomphe diplomatique du gouvernement de Beiyang, le retour du Shandong.
Après la chute de Cao Kun lors du coup de Pékin de 1924, il devient président par intérim à la demande de Feng Yuxiang. Il déclare l'illégalité du mandat de Cao en raison de faits de corruption avérés et annule également l'accord qui permet à Puyi de vivre dans la Cité interdite.
Huang a de l'influence sur la victoire de Tchang Kaï-chek contre Feng Yuxiang et Yan Xishan, ce qui provoque la chute du régime de Wang Jingwei à Wuhan. Il sert plus tard dans différents postes durant la décennie de Nankin comme maire de Shanghai, ministre des Affaires étrangères, et président du conseil politique du Nord de la Chine. Malgré ses liens avec Tchang, il ne rejoint jamais le Kuomintang pour ne pas être associé avec les opportunistes qui l'ont rejoint durant et après l'Expédition du Nord. En 1933, il signe la très impopulaire trêve de Tanggu qui cède les provinces du Cháhāěr, et du Rehe, ainsi qu'une partie du Hebei aux Japonais qui en font des États fantoches. Comme Tchang, il pense que le Parti communiste chinois est une plus grande menace que les Japonais.

## Source de la traduction
- (en) Cet article est partiellement ou en totalité issu de l’article de Wikipédia en anglais intitulé « Huang Fu » (voir la liste des auteurs).